# An-Nasir ibn Alumnas
an-Nasir ibn Alumnas (arabisch الناصر بن علناس‎; * vor 1062; † 1088) war der fünfte Herrscher der Hammadiden in Algerien (1062–1088).
an-Nasir trat 1062 nach der Ermordung von Buluggin ibn Muhammad (1055–1062) dessen Nachfolge im Hammadidenreich in Algerien an. Durch den Niedergang des Ziridenreichs in Ifrīqiya, infolge der Invasion der Banu Hilal (seit 1051) konnte An-Nasir den Einfluss der Hammadiden im Maghreb zunächst ausdehnen. So wurden Vasallen in Tunis eingesetzt sowie die Gebiete bis Kairuan kontrolliert. Auch wurde nach der Vertreibung der Ibaditen aus Sedrata (1077) der Einfluss in der nördlichen Sahara ausgeweitet. Mit der Gründung von Bidschaya/Bougie als zweite Residenz gewann auch der Seehandel an Bedeutung für die Wirtschaft. Beim Ausbau von Bidschaya sollen italienische Architekten und Kunsthandwerker beteiligt gewesen sein. Die weitreichende Kontrolle der Handelswege führte zu einem Aufschwung der Wirtschaft und zur Blütezeit des Reiches.
Allerdings war die Stabilität des Reiches prekär, da die Beduinen der Banu Hilal nach der Eroberung von Ifriqiya in das Hammadidenreich einzusickern begannen. Zunächst gelang es aber diese als Söldnertruppen einzustellen und gegen die marokkanischen Almoraviden einzusetzen. Auch wenn diese 1081 Teile des Reiches bis in die Gegend von Algier eroberten, konnten sie doch mit Hilfe der Beduinen 1082 gestoppt werden. Zwar retteten die Banu Hilal die Hammadiden vor den Almoraviden, doch konnten die Beduinen nicht dauerhaft unter staatlicher Kontrolle gehalten werden, was zum Niedergang des Reiches führte. Nachfolger von an-Nasir wurde sein Sohn al-Mansur ibn an-Nasir (1088–1102).